# Mayres-Savel
 Mayres-Savel  es una población y comuna francesa, en la región de Ródano-Alpes, departamento de Isère, en el distrito de Grenoble y cantón de La Mure.

## Demografía
| 109 | 97 | 78 | 91 | 100 | 107 |
| Para los censos de 1962 a 1999 la población legal corresponde a la población sin duplicidades (Fuente: INSEE [Consultar]) |    |    |    |     |     |